# Münichreith (Gemeinde Kottes-Purk)
Münichreith ist eine Ortschaft und eine Katastralgemeinde der Gemeinde Kottes-Purk im Bezirk Zwettl in Niederösterreich.
Der Ort liegt südlich von Kottes auf einem Plateau das nach Süden und Osten hin stark abfällt, zum Katastralgemeindegebiet zählt auch der südlich an der Bundesstraße 217 liegende Tretelhof.

## Geschichte
Der Ort wird spätestens 1302 zum ersten Mal schriftlich erwähnt.
Im Eintrag der Josephinischen Fassion aus Jahre 1786/87 gab es im heutigen Ort 16 Häuser.
Der Franziszeische Kataster von 1823 zeigt den Ort Münichreith mit sechzehn Anwesen.
Nach der Entstehung der Ortsgemeinden 1849 wurde der Ort eine eigenständige Ortsgemeinde, zu dieser zählten auch noch die Katastralgemeinden Ensberg, Kalkgrub und Runds.
Am 13. November 1895 wird der Ort Hauptort der bisherigen Gemeinde Münichreith nach Kalkgrub verlegt, Münichreith wird zu einer Katastralgemeinde herabgestuft.
Laut Adressbuch von Österreich waren im Jahr 1938 in Münichreith mehrere Landwirte ansässig.
Im Zuge der Niederösterreichischen Kommunalstrukturverbesserung wurde der Ort durch die Auflösung der Gemeinde Kalkgrub am 1. Januar 1967 ein Teil der Gemeinde Kottes-Purk.

## Siedlungsentwicklung
Zum Jahreswechsel 1979/1980 befanden sich in der Katastralgemeinde Münichreith insgesamt 22 Bauflächen mit 11.375 m² und 16 Gärten auf 17.457 m², 1989/1990 gab es 22 Bauflächen. 1999/2000 war die Zahl der Bauflächen auf 54 angewachsen und 2009/2010 bestanden 34 Gebäude auf 56 Bauflächen.

## Bodennutzung
Die Katastralgemeinde ist landwirtschaftlich geprägt. 215 Hektar wurden zum Jahreswechsel 1979/1980 landwirtschaftlich genutzt und 135 Hektar waren forstwirtschaftlich geführte Waldflächen. 1999/2000 wurde auf 186 Hektar Landwirtschaft betrieben und 165 Hektar waren als forstwirtschaftlich genutzte Flächen ausgewiesen. Ende 2018 waren 158 Hektar als landwirtschaftliche Flächen genutzt und Forstwirtschaft wurde auf 183 Hektar betrieben. Die durchschnittliche Bodenklimazahl von Münichreith beträgt 19,9 (Stand 2010).